# Пучища
Пучища (хорв. Pučišća) — населений пункт і громада в Сплітсько-Далматинській жупанії Хорватії.

## Населення
Населення громади за даними перепису 2011 року становило 2171 осіб. Населення самого поселення становило 1529 осіб.
Динаміка чисельності населення громади:
Динаміка чисельності населення центру громади:

## Населені пункти
Крім поселення Пучища, до громади також входять: 
- Горній Хумаць
- Пражниця

## Клімат
Середня річна температура становить 15,64 °C, середня максимальна – 28,59 °C, а середня мінімальна – 3,03 °C. Середня річна кількість опадів – 804 мм.
| Клімат поселення                              | Клімат поселення | Клімат поселення | Клімат поселення | Клімат поселення | Клімат поселення | Клімат поселення | Клімат поселення | Клімат поселення | Клімат поселення | Клімат поселення | Клімат поселення | Клімат поселення | Клімат поселення |
| Показник                                      | Січ.             | Лют.             | Бер.             | Квіт.            | Трав.            | Черв.            | Лип.             | Серп.            | Вер.             | Жовт.            | Лист.            | Груд.            |                  |
| Середній максимум, °C                         | 11,16            | 11,58            | 14,16            | 17,69            | 22,70            | 26,79            | 28,59            | 28,43            | 23,64            | 19,25            | 14,50            | 11,14            |                  |
| Середня температура, °C                       | 7,09             | 7,51             | 10,08            | 13,64            | 18,64            | 22,74            | 25,67            | 25,50            | 20,69            | 16,31            | 11,58            | 8,21             |                  |
| Середній мінімум, °C                          | 3,03             | 3,46             | 6,01             | 9,56             | 14,56            | 18,67            | 22,73            | 22,58            | 17,78            | 13,39            | 8,64             | 5,28             |                  |
| Норма опадів, мм                              | 76               | 63               | 70               | 66               | 56               | 46               | 31               | 47               | 67               | 87               | 104              | 91               |                  |
| Середньомісячна швидкість вітру, м/с          | 3.28             | 3.56             | 3.68             | 3.31             | 2.91             | 2.68             | 2.71             | 2.53             | 2.86             | 2.98             | 3.71             | 3.66             |                  |
| Середньомісячна сонячна радіація, кДж/м²·день | 5602             | 8362             | 12010            | 16553            | 20466            | 23234            | 24896            | 21859            | 16270            | 10614            | 6077             | 4750             |                  |
| --------------------------------------------- | ---------------- | ---------------- | ---------------- | ---------------- | ---------------- | ---------------- | ---------------- | ---------------- | ---------------- | ---------------- | ---------------- | ---------------- | ---------------- |
| Джерело:                                      |                  |                  |                  |                  |                  |                  |                  |                  |                  |                  |                  |                  |                  |